# Asyndetus disjunctus
Asyndetus disjunctus är en tvåvingeart som beskrevs av Van Duzee 1923. Asyndetus disjunctus ingår i släktet Asyndetus och familjen styltflugor. Inga underarter finns listade i Catalogue of Life.